# Liste des épisodes d'United States of Tara
Cet article présente la liste des épisodes de la série télévisée américaine United States of Tara.

## Première saison (2009)
Cette première saison a été diffusée entre le 18 janvier 2009 et le 5 avril 2009 sur Showtime, aux États-Unis.
1. Être ou Ne pas être Tara (Pilot)
2. Réveil difficile (Aftermath)
3. Nouveau Travail (Work)
4. Inspiration (Inspiration)
5. La Fête (Revolution)
6. Transition (Transition)
7. Altérations (Alterations)
8. Abondance (Abundance)
9. Possibilité (Possibility)
10. Rupture de thérapie (Betrayal)
11. Cet hiver-là (Snow)
12. Miracle (Miracle)

## Deuxième saison (2010)
Le 10 février 2009, Robert Greenblatt, le président de chaîne américaine Showtime, a annoncé le renouvellement de la série pour une deuxième saison de douze épisodes. Elle a été diffusée entre le 22 mars 2010 et le 31 mai 2010 sur Showtime, aux États-Unis.
1. Enfin libre (Yes)
2. Une liaison dangereuse (Trouble Junction)
3. Mensonges (The Truth Hurts)
4. Nouvelle Psy (You Becoming You)
5. Docteur Shoshana Schœnbaum (Doin' Time)
6. Tornade (Torando)
7. Aide aux familles cinglées (Dept. of Fucked Up Family Services)
8. Diorama explosif (Explosive Diorama)
9. Le Portrait de famille (The Family Portrait)
10. Visites (Open House)
11. Retour dans le passé (To Have and to Hold)
12. Pour le meilleur et Pour le pire (From this Day Forward)

## Troisième saison (2011)
Le 26 mars 2010, Showtime a annoncé le renouvellement de la série pour une troisième saison de douze épisodes. Elle a été diffusée du 28 mars 2011 au 20 juin 2011 sur Showtime, aux États-Unis.
Titres originaux
1. Échec et Mat (…YouWillNotWin…)
2. Alter ego à gogo (Crackerjack)
3. L'Art du doigt d'honneur (The Full Fuck you Finger)
4. Naissance (Wheels)
5. L'Élixir du Dr Hatteras (Dr. Hatteras' Miracle)
6. L'enfer est pavé de bonnes intentions (The Road to Hell is Paved with Breast Intentions)
7. Le Retour de Baverlamp (The Electrifying and Magnanimous Return of Beaverlamp)
8. Le Labyrinthe (Chicken 'n' Corn)
9. Bryce, un ami qui vous veut du bien (Bryce Will Play)
10. Mauvaises Nouvelles (Train Wreck)
11. Bryce, le fossoyeur (Crunchy Ice)
12. Départs (The Good Parts)